# Deák Péter (színművész)
Deák Péter (Malomszeg, Kolozs megye, 1857. június 14. – Budapest, 1909. március 7.) operettszínész és színigazgató, pénztárnok.

## Pályafutása
Szülei Deák Illés földbirtokos és Szpetár Flóra. Tanulmányai befejezése után 1877. október 1-én Szathmáry Károlynál és Sztupa Andornál lépett színpadra Brassóban. 1897. október havában megülte 20 éves jubileumát a »Cornevillei harangok«-ban, Gáspár apó szerepében, Brassóban; 25 éves jubileuma 1902. március havában Sopronban, ugyancsak a »Cornevillei harangok«-ban volt. 1903-ban az Országos Színészegyesület pénztárosa lett. Ő alapította az ún. »Petykó fillérek« (Petykó volt a bizalmas neve) intézményét, mellyel a kisnyugdíjasokat, özvegyeket és árvákat segélyezte minden évben, ez 1920 után Deák Péter-alap néven működött tovább. Burleszkkomikusként remekelt, de drámai szerepekben is megállta a helyét.
Első neje: Vlád Gizella (dr. Berger Vilmosné), született 1869-ben, meghalt 1916. július 31-én, Désen. Második neje: Kovacsics Margit (Palóczy Margit), színésznő, született 1881. január 8-án, Hódmezővásárhelyen, házasságot kötöttek 1899. november 2-án Szolnokon. Mindkettőjük primadonna volt.

## Fontosabb szerepei
- Menelaos (Offenbach: Szép Heléna)
- Rettegi Fridolin (Schönthan: A szabin nők elrablása)
- Pater Knittelius (Szigligeti Ede: II. Rákóczi Ferenc fogsága)
- Karczosi (Müller: Szerelmi varázsital)
- Gáspár apó (Planquette: A corneville-i harangok)

## Működési adatai
1878: Veress; 1879: Grimm János; 1881: Tóth Béla; 1882: Aradi Gerő; 1883: Csaby Imre, Károlyi; 1884: Várszínház; 1885: Tóth Béla; 1886: Dancz Lajos; 1887: Saághy Zsigmond; 1888–92: Halmai Imre; 1891: ifj. Károlyi; 1892: Tiszay Dezső; 1893: Balogh Gusztáv. 
Igazgatóként: 1894: Dés; 1895: Lugos; 1896: Nyitra; 1897: Nagybánya; 1898–1902: Zombor; 1902: Lugos.